# Teatro Amazonas
O Teatro Amazonas é um dos mais importantes teatros do Brasil e o principal cartão-postal da cidade de Manaus. Localizado no Largo de São Sebastião, no Centro Histórico, foi inaugurado em 1896 para atender ao desejo da elite amazonense da época, que idealizava a cidade à altura dos grandes centros culturais. É amplamente considerado como um dos mais belos teatros do mundo. Por ser uma obra singular no Brasil e representar o apogeu de Manaus durante o ciclo da borracha, foi tombado como Patrimônio Histórico Nacional pelo IPHAN em 1966.
De estilo renascentista entorno de sua estrutura externa com os detalhes únicos na sua cúpula, tornou-se um dos monumentos mais conhecidos do Brasil e, consequentemente, o maior símbolo cultural de Manaus, e uma das expressões arquitetônicas responsáveis pela fama da cidade de Paris dos Trópicos.  Está localizado mais precisamente na Avenida Eduardo Ribeiro e recebe cerca de 288 mil visitantes ao ano.
Com uma decoração muito nobre, o Teatro Amazonas já foi palco não somente de grandes peças teatrais, mas também de shows internacionais como o da banda The White Stripes. Desde 1997, o Festival Amazonas de Ópera é realizado no teatro. Em 2008, o teatro foi eleito uma das sete maravilhas brasileiras em dois concursos promovidos pela Revista Caras em parceria com o banco HSBC e outro pelo escritório de design Goff. Em 2014, o TripAdvisor, considerado o maior site de viagens do mundo, elegeu o Teatro Amazonas a terceira melhor atração turística do Brasil.

## História

### Idealização, construção e inauguração

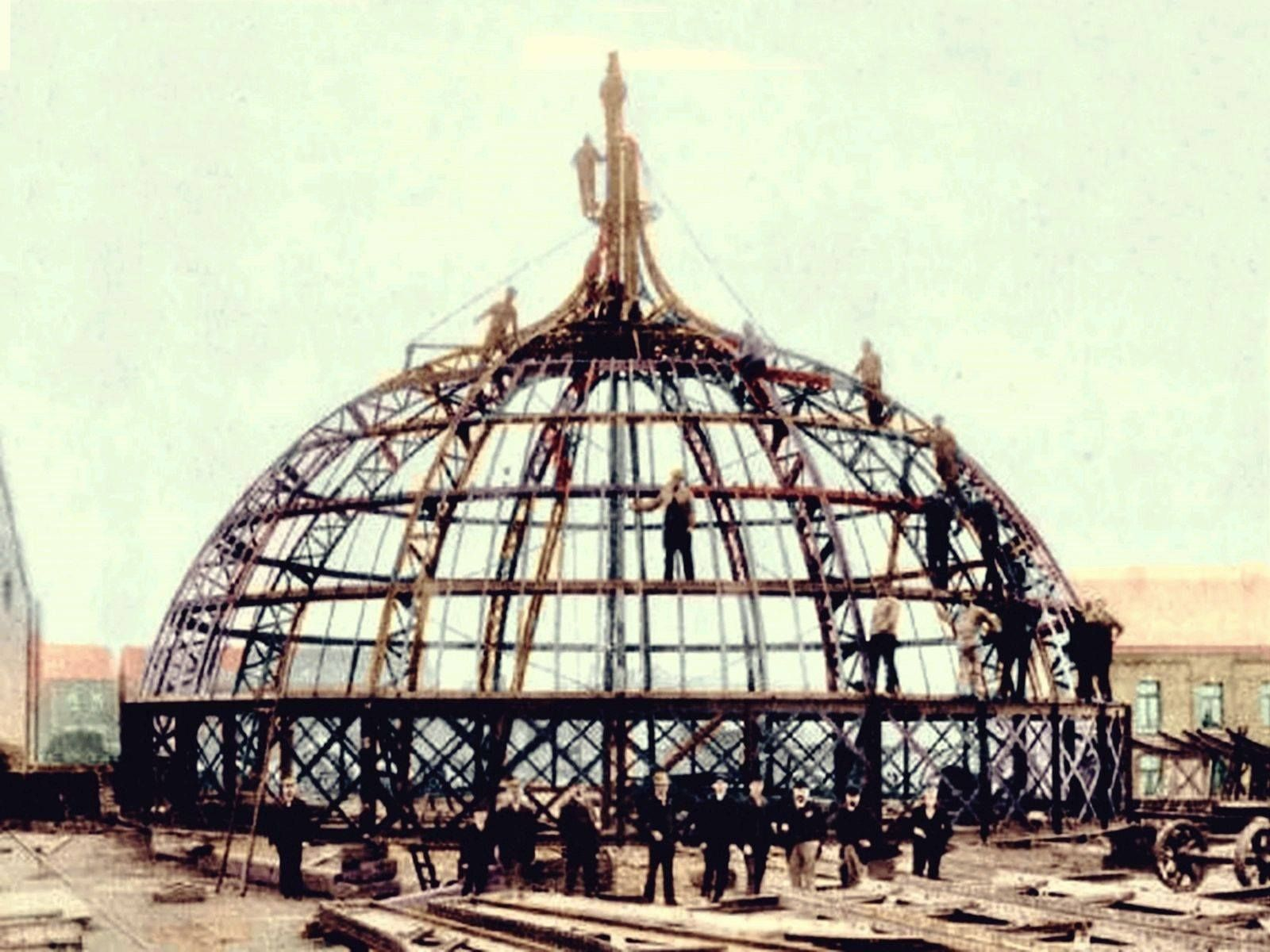
Cúpula do Teatro Amazonas sendo construída, c. 1895. Abaixo, posando para a fotografia, barões da borracha trajados à Belle Époque.

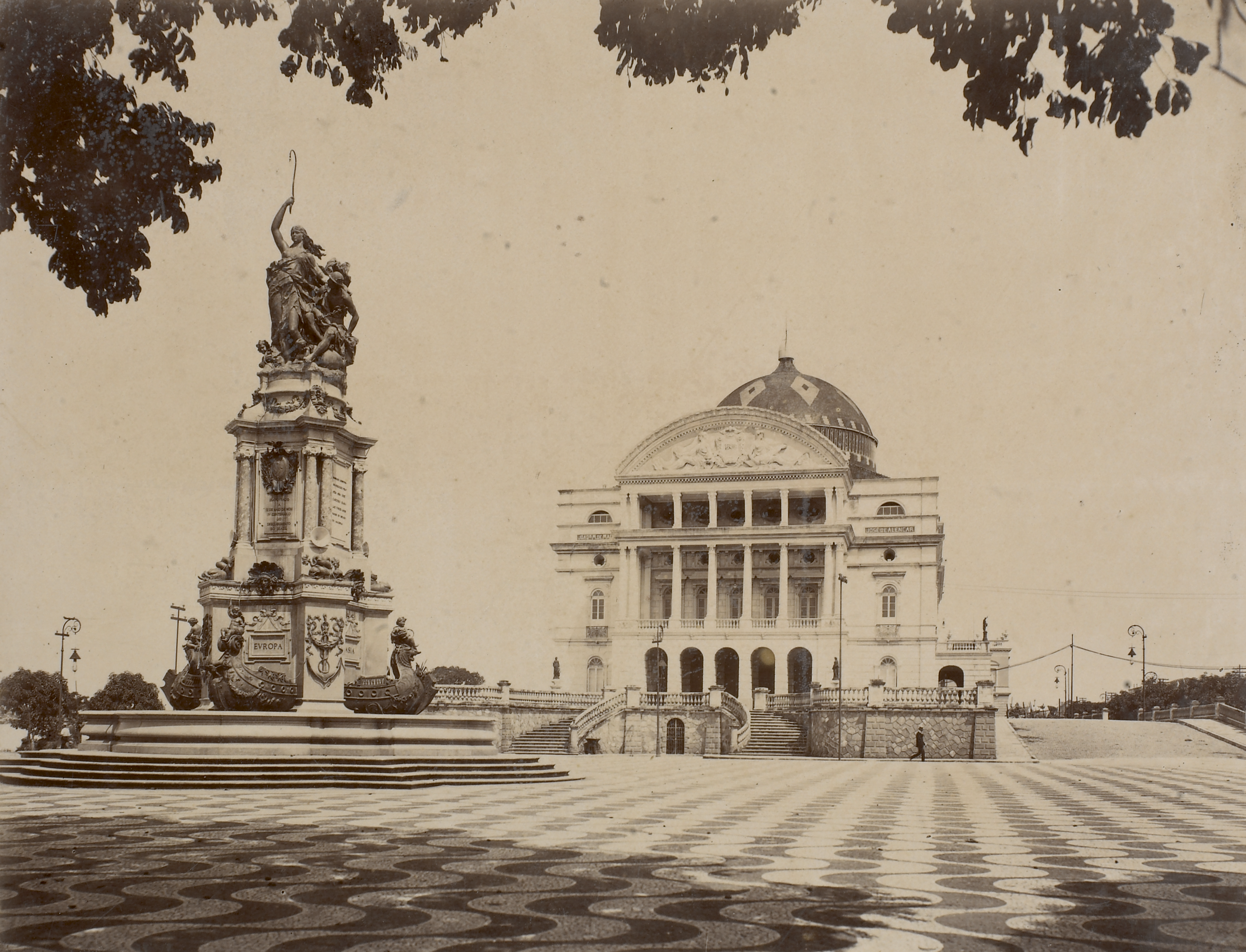
Largo de São Sebastião e Teatro Amazonas, 1906. Arquivo Nacional.

A construção de um teatro na cidade de Manaus foi uma exigência daquela região que passou a conhecer um progresso econômico e cultural sem precedentes a partir do interesse mundial na seiva das seringueiras da floresta amazônica. Era um teatro de elite para aquela sociedade enriquecida.
A ideia era construir um teatro que não fosse uma simples casa de espetáculos, e sim um majestoso edifício que aproximasse Manaus de uma capital europeia como Paris. O projeto de construção do Teatro Amazonas foi feito pelo deputado provincial Antônio José Fernandes Júnior e foi apresentado à Assembleia Provincial em 21 de maio de 1881. Venceu a licitação da obra o Gabinete Português de Engenharia e Arquitetura de Lisboa, representado pelo comerciante Antônio de Oliveira Braga.

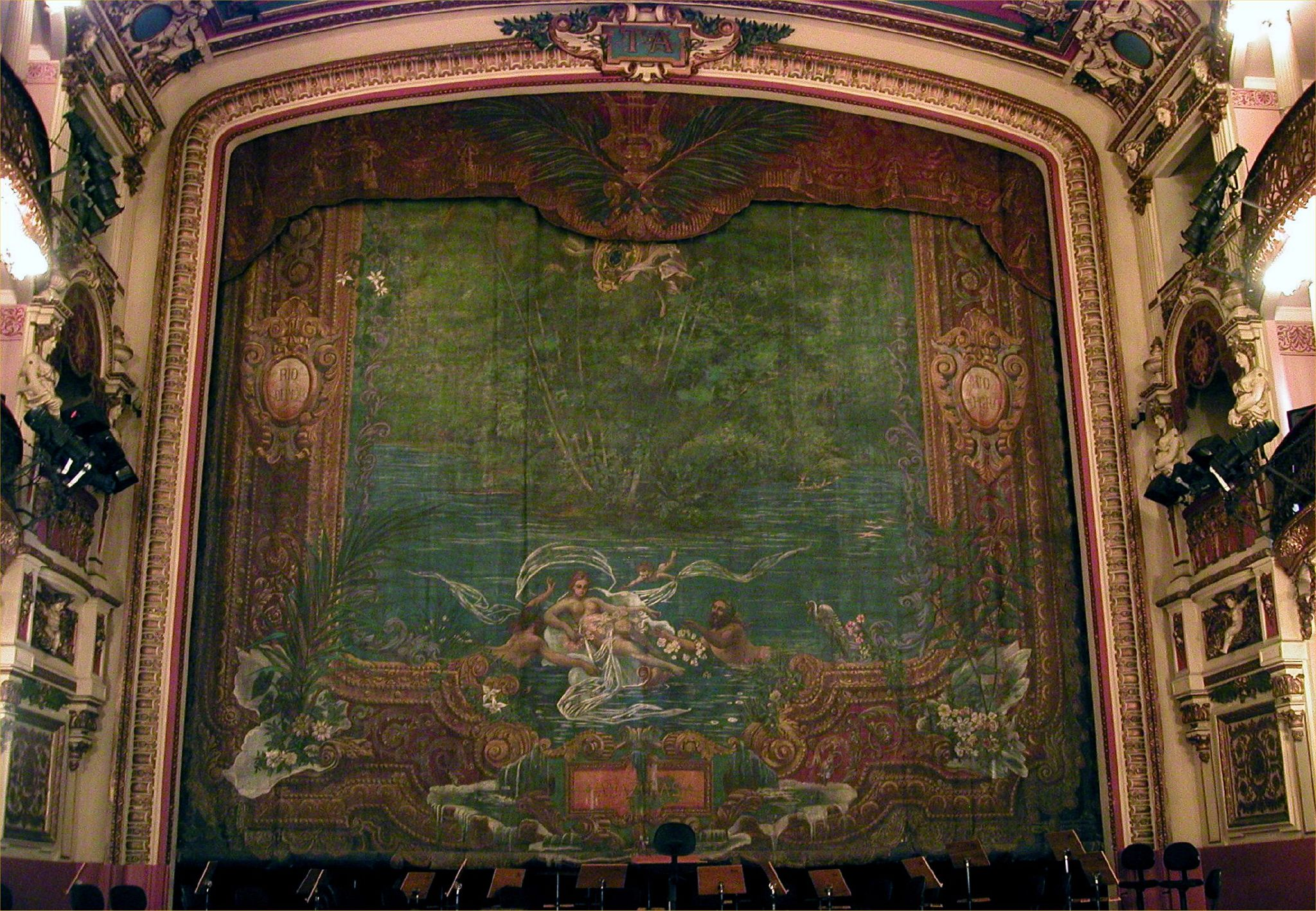
Pintura do pano de boca do palco, de autoria de Crispim do Amaral, que faz referência ao Encontro das Águas dos rios Negro e Solimões.

Manaus estava no auge do ciclo da borracha e era embalada pela riqueza provida da extração do látex amazônico, altamente valorizado pelas indústrias europeias e americanas. O projeto arquitetônico foi escolhido pelo Gabinete Português de Engenharia e Arquitetura de Lisboa em 1883. No entanto, devido as discussões sobre o terreno para a construção e os custos do trabalho, foi iniciado em 1884 com a pedra fundamental. O trabalho desenrolava-se morosamente e somente durante o governo de Eduardo Ribeiro a edificação do prédio tomou impulso.
Para a realização da obra foram trazidos da Europa não apenas profissionais como arquitetos, construtores, pintores e escultores, mas, também, diversos materiais: mármores de Carrara, lustres de Murano, peças de ferro trabalhado da Inglaterra e telhas da França. O decorador Crispim do Amaral ficou encarregado da decoração interna, exceto o Salão Nobre, que foi entregue ao artista italiano Domenico de Angelis. Nesse salão, que tem características barrocas, o piso de madeira brasileira e européia exige cuidados para que sua beleza se perpetue. Nele, os barões da borracha se encontravam quando do intervalo das representações teatrais e dele se utilizavam para realizar os seus bailes. A pintura do teto, obra-prima de autoria de Domenico, é denominada A Glorificação das Bellas Artes na Amazônia.
A decoração interna esteve ao encargo do decorador pernambucano, Crispim do Amaral, com exceção do corredor a área mais luxuosa do edifício entregue ao artista italiano Domenico de Angelis. Coordenadas pelo arquiteto italiano Celestial Sacardim, as obras começaram em 1884, tomaram impulso nos anos de 1890–1891, foram interrompidas, retomadas em 1893 e, finalmente, o Teatro Amazonas foi inaugurado no dia 31 de dezembro de 1896.

### Primeiros anos

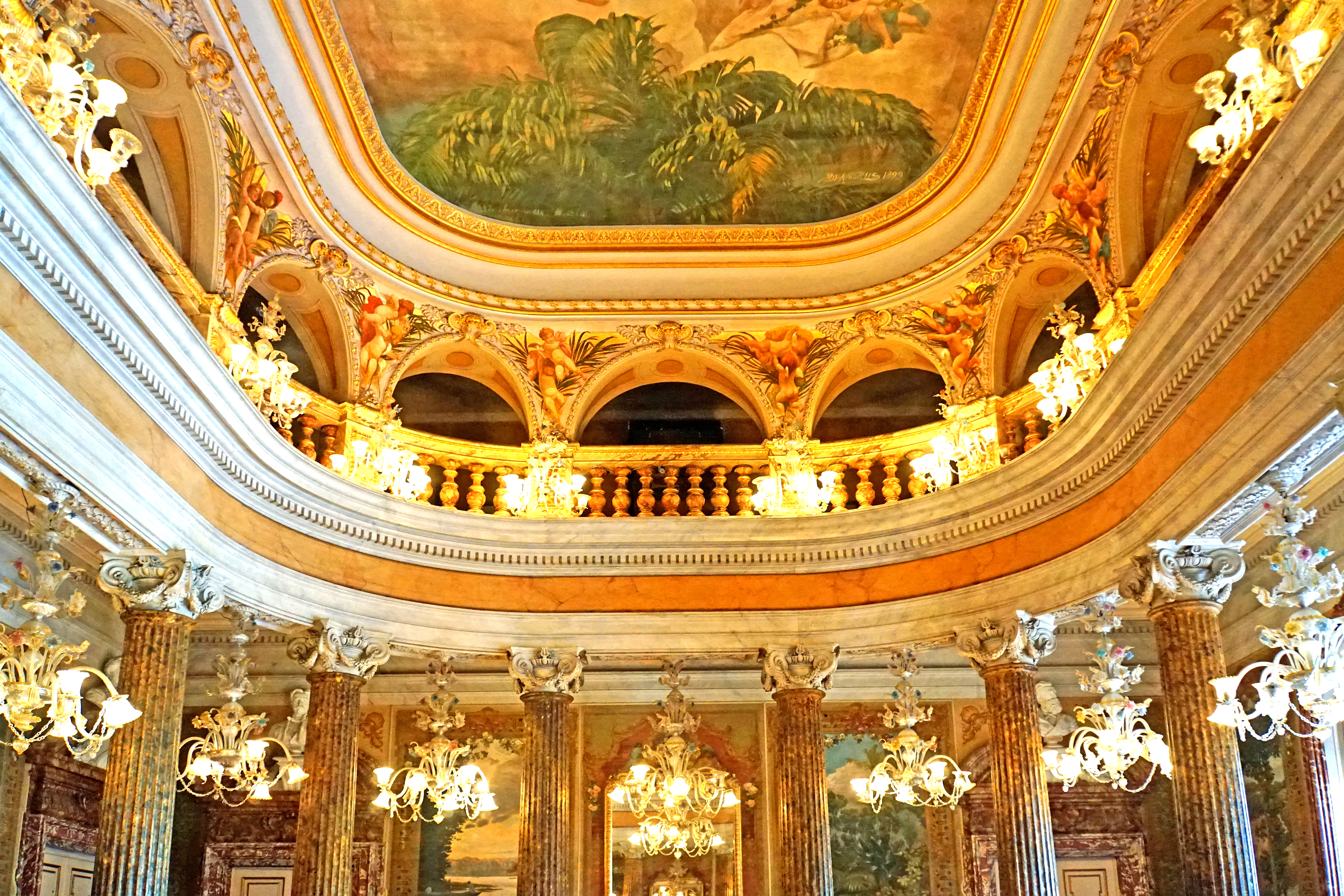
Salão Nobre.

O trabalho de decoração do teatro se estendeu por alguns anos após a inauguração oficial. O edifício foi construído com predomínio de elementos neoclássicos, mas a presença de outros estilos o caracteriza como uma construção eclética. Para a realização da obra foram contratados artistas renomados nos cenários brasileiro e europeu. O pernambucano Crispim do Amaral foi o responsável pela decoração do salão interno. O italiano Domenico de Angelis — que também trabalhou na decoração da sala de espetáculos do Theatro da Paz em Belém — foi contratado por Crispim do Amaral para fazer a ornamentação do salão nobre. No plafond do salão destacam-se a pintura A glorificação das belas artes na Amazônia, projetada por De Angelis, além de 32 lustres de vidro de Murano, bustos de personalidades ilustres, colunas com base de mármore de Carrara e espelhos trazidos da Itália e França. O piso com desenho geométrico, também projetado pelo italiano, é formado por 12 mil peças de madeira encaixadas. A cúpula é composta de 36 mil escamas de cerâmica esmaltada e telhas vitrificadas, vindas da Alsácia. Foi adquirida na Casa Koch Frères, em Paris, e sua pintura ornamental foi feita por Lourenço Machado.

### Fim do século XX aos dias atuais
O Teatro do Amazonas é o principal monumento cultural arquitetônico do Estado e foi tombado como patrimônio histórico em 28 de novembro de 1966. O edifício, que tem capacidade para 701 pessoas, foi restaurado em 1975 pelo governo de Enoque da Silva Reis. Atualmente, o teatro abriga o Festival Amazonas de Ópera, um dos maiores e mais conceituados eventos no contexto da música erudita brasileira.

## Estrutura
A sala de espetáculos do teatro tem capacidade para 701 pessoas, distribuídas entre a plateia e os três andares dos camarotes, do corredor decorado com características barrocas e a pintura do teto, chamado "a glorificação das Bellas Artes da Amazônia", de 1899, por Domenico de Angelis, o artista italiano que pintou também a câmara de audição. Os ornamentos sobre as colunas do piso térreo, com máscaras em homenagem a famosos compositores clássicos e dramaturgos, como o Aristófanes, Molière, Rossini, Mozart, Verdi e outros. Sobre o teto abobadado estão apostas quatro telas pintadas em Paris pela Casa Carpezot a mais tradicional da época em que são retratadas alegorias à música, dança, tragédia e uma homenagem ao grande compositor brasileiro Carlos Gomes. No centro, prende-se um lustre dourado com cristais venezianos, que desce ao nível das cadeiras para a realização de sua manutenção e limpeza.

### Cúpula
É composta de 36 mil peças de escamas em cerâmica esmaltada e telhas vitrificadas, vindas da Alsácia, na França. Foi adquirida na Casa Koch Frères, em Paris. A pintura ornamental é da autoria de Lourenço Machado. O colorido original, em verde, azul e amarelo é uma analogia à exuberância da bandeira brasileira.

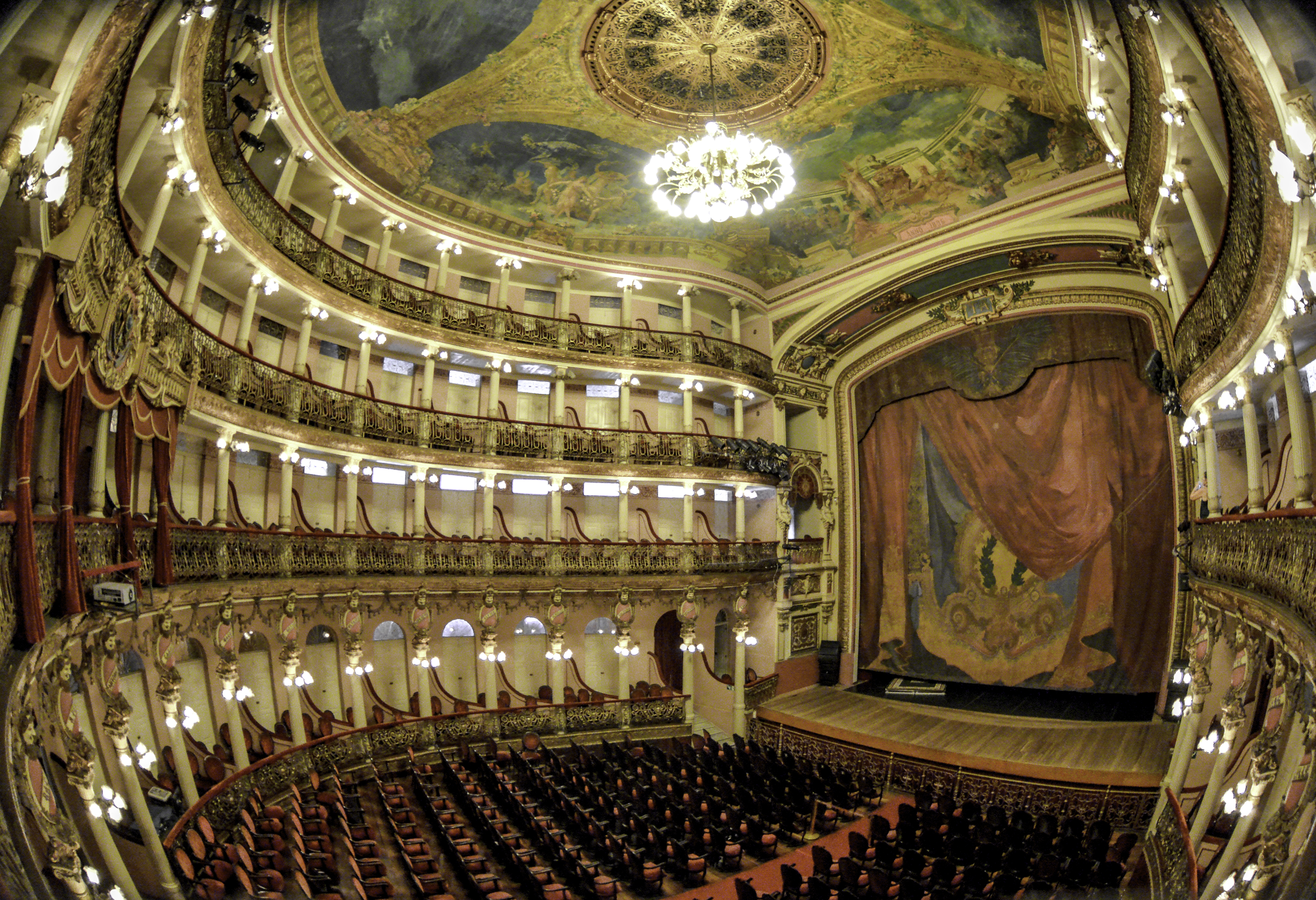
Sala de Espetáculos

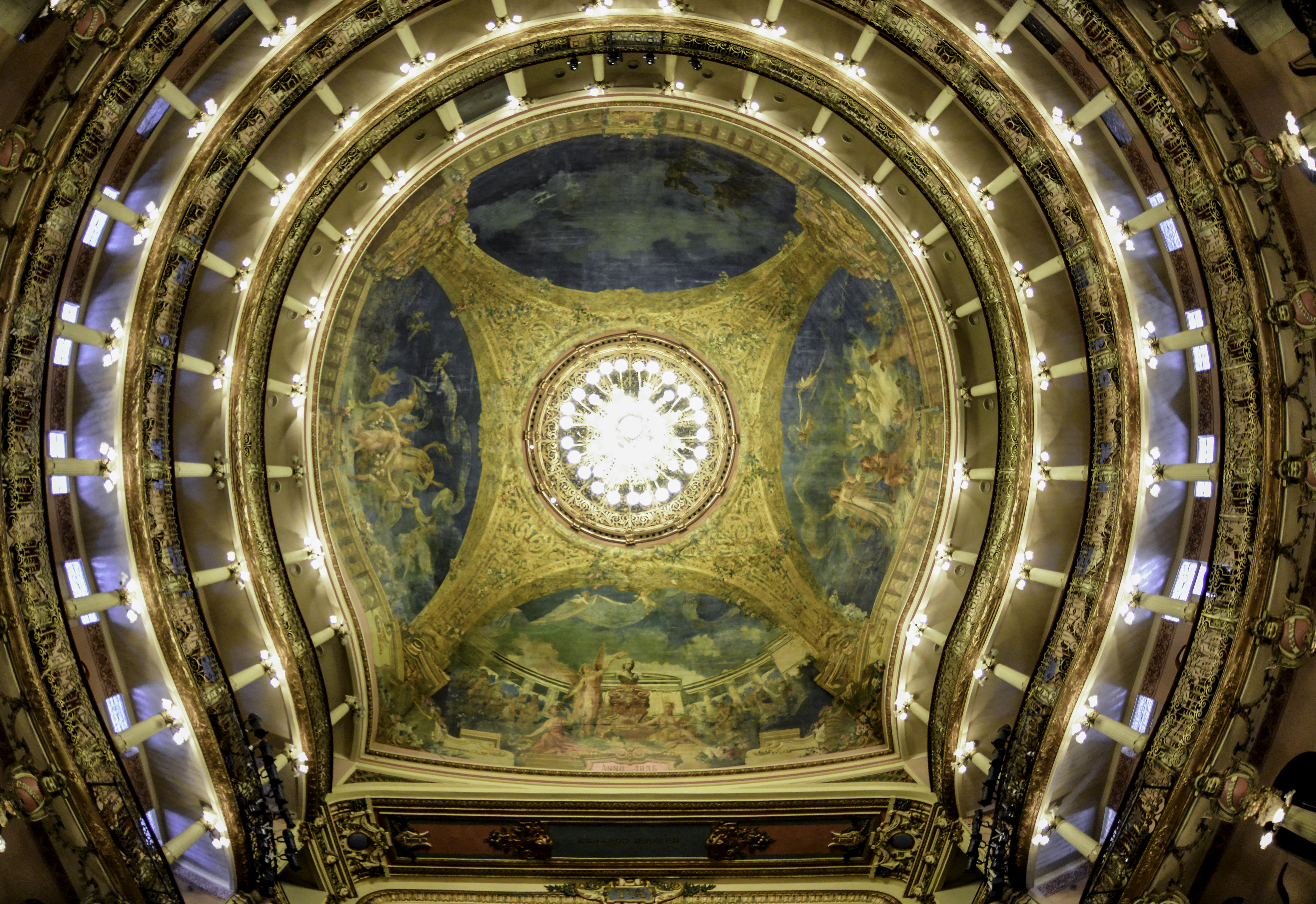
A parte interna da cúpula do Teatro Amazonas faz alusão à base da Torre Eiffel de Paris.

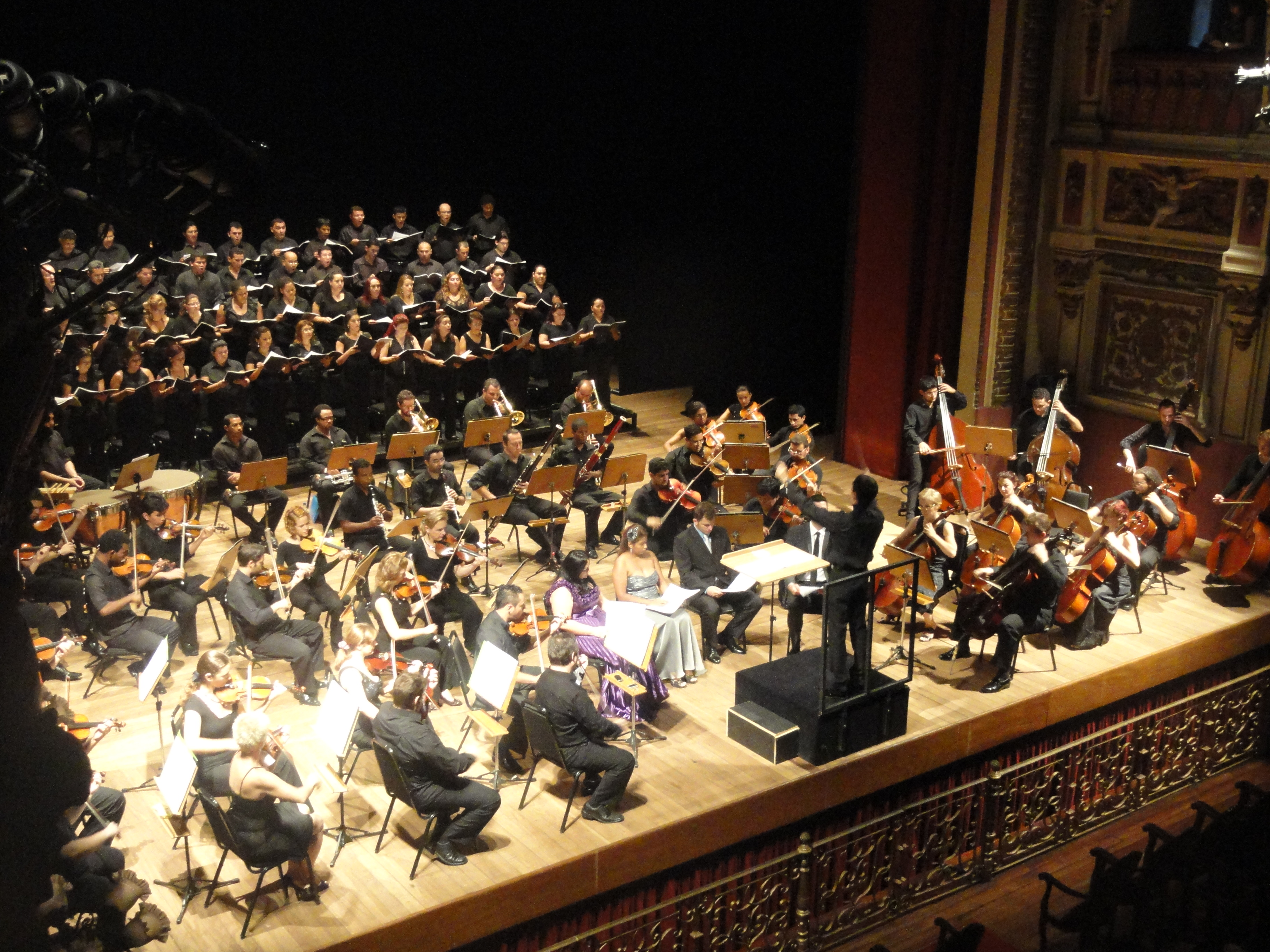
A Orquestra Amazonas Filarmônica atua no Teatro Amazonas desde 1997.

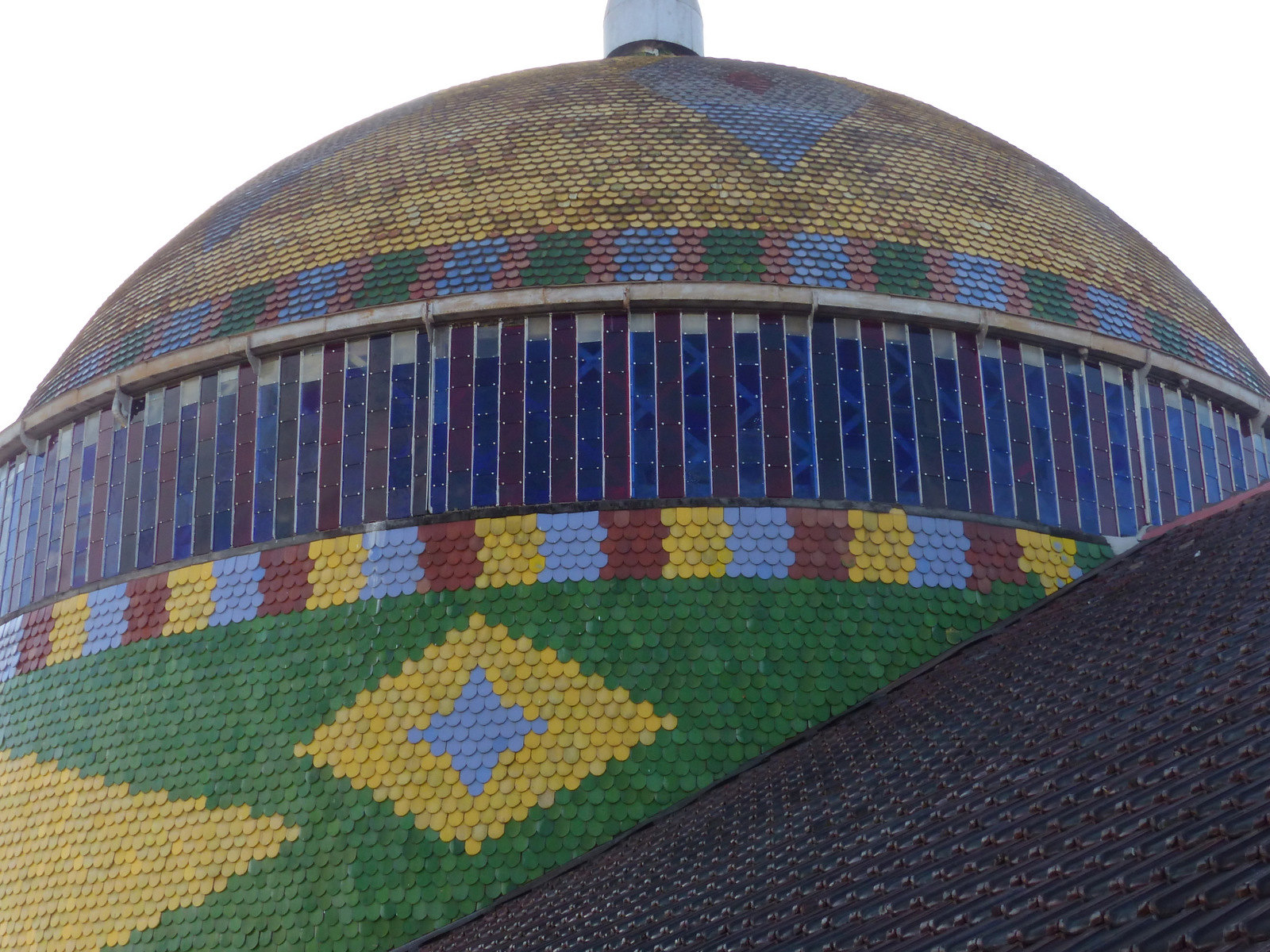
A cúpula do teatro faz um mosaico colorido em verde, amarelo e azul, uma menção às cores da bandeira do Brasil.

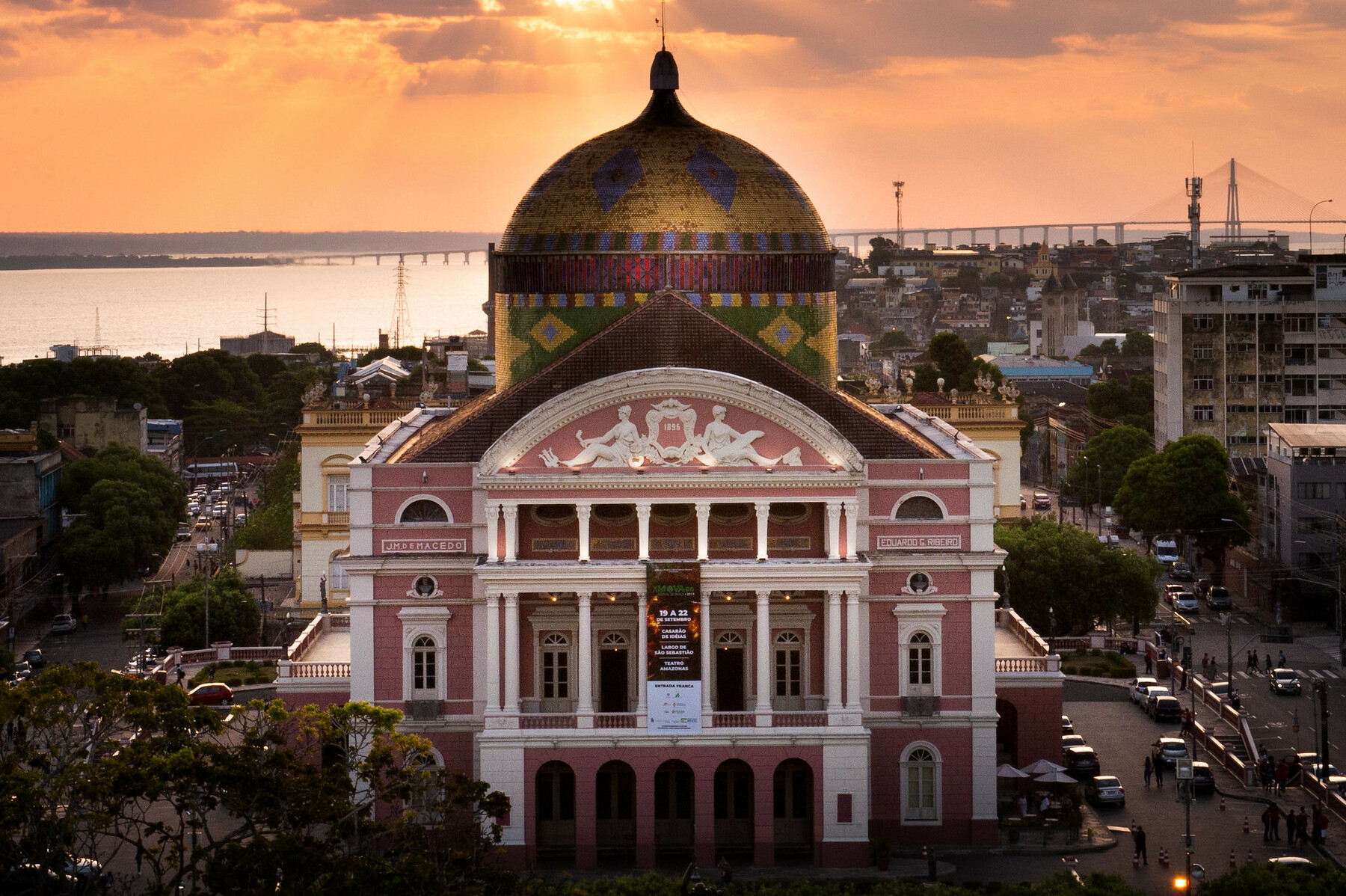
O Teatro Amazonas representa o apogeu do ciclo da borracha, bem como a elite amazonense da época.

### Salão Nobre
No Salão Nobre, onde aconteciam os grandes eventos sociais da época, destaca-se a pintura do teto feita por Domenico de Angelis, em 1899, e que foi batizada de A glorificação das Bellas Artes da Amazônia.

### Sala de Espetáculos
Tem capacidade para 701 pessoas. A distribuição de lugares é a seguinte:
- Plateia: 266 poltronas;
- Frisa: 100 cadeiras distribuídas em 20 frisas;
- 1.º pavimento: 110 cadeiras distribuídas em 20 camarotes;
- 2.º Pavimento: 125 cadeiras distribuídas em 25 camarotes;
- 3.º Pavimento: 100 cadeiras distribuídas em 20 camarotes.

### Camarim Cenográfico
Inaugurado em 2004, na abertura do VIII Festival Amazonas de Ópera, este espaço fica instalado na ala de camarins e foi reconstituído similar aos encontrados no passado, com as paredes forradas de tecido e vários objetos que usavam no final do século XIX, assim como os móveis que fazem parte desde a sua inauguração.

### Palco
A boca de cena possui 10,50 metros de largura, 6,40 metros de altura e 11,97 metros de profundidade. O urdimento tem 14 metros de altura. A área útil total é de 123,29 metros quadrados.

### Fosso da Orquestra
Altura: 2,30m; Largura:11,90m; Comprimento: 7,20m.
- Equipamentos:

29 varas cênicas, sendo:
- 5 varas elétricas
- 4 varas de luz laterais, sendo 2 de cada lado do “back stage”

Piso de madeira em quarteladas no palco central de 2,00 m x 1,00 m, não removível. Um regulador de boca vertical com tomadas para iluminação cênica. Proscênio ou fosso da orquestra. Possui elevador elétrico com possibilidade de pausa em três níveis: fosso, plateia e palco. Praticáveis, cadeiras e estantes para Orquestra e Coral.
- Som. A ótima acústica do Teatro Amazonas dispensa o uso de amplificadores para espetáculos com instrumentos acústicos, corais, cantos líricos e outros.
- Panaria
- Cortinas pretas
- Bambolinas
- Ciclorama Branco
- Cortina de filó
- Pernas
- 1 cortina de proscênio em veludo vermelho.
- 2 panos de boca pintados (originais)
- Instrumentos:

1. 2 pianos de cauda inteira, marca Steinway and Sons
2. 1 piano meia cauda, marca Steinway and Sons
3. 1 celesta
4. 1 cravo
5. 1 xilofone
6. 1 harpa profissional
7. 1 órgão eletrônico
8. 1 sino sinfônico
9. 1 gongo chinês
10. 1 bumbo gigante sinfônico
11. 2 contra-baixos acústicos
12. 4 tímpanos

## Arquitetura

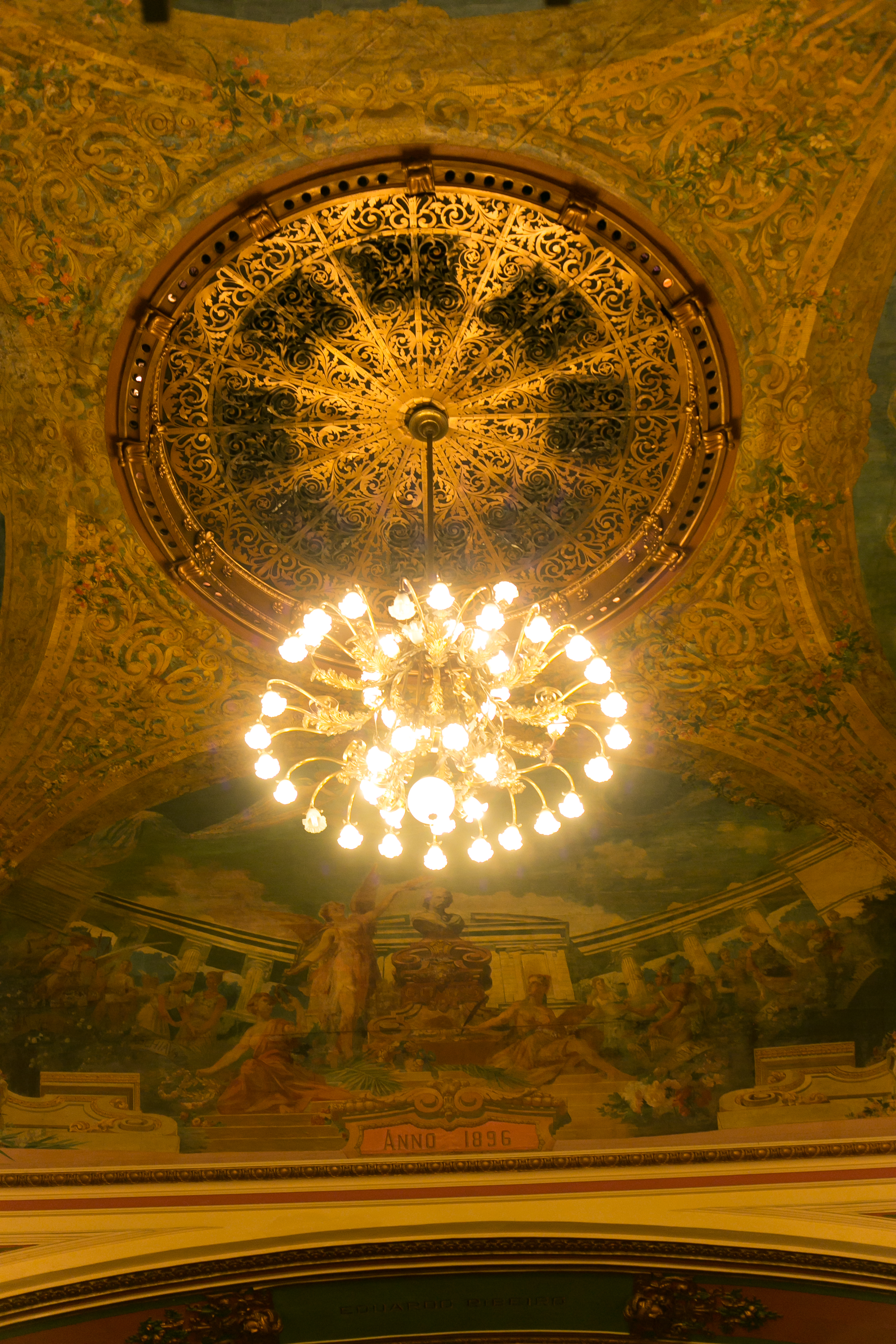
Lustre de cristal importado da França.

Tombado como Patrimônio Histórico Nacional em 1966, o Teatro Amazonas preserva parte da arquitetura e decoração originais. O estilo arquitetônico é renascentista, com detalhes ecléticos.
Na área externa, a famosa cúpula chama a atenção pela imponência, composta por 36 mil peças nas cores da bandeira brasileira, importadas da Alsácia, na França. A maior parte do material usado na construção do teatro foi importada da Europa: as paredes de aço de Glasgow, na Escócia; os 198 lustres e o mármore de Carrara das escadas, estátuas e colunas, são da Itália. A decoração interior veio da França e é de estilo Louis XV.

## Museu

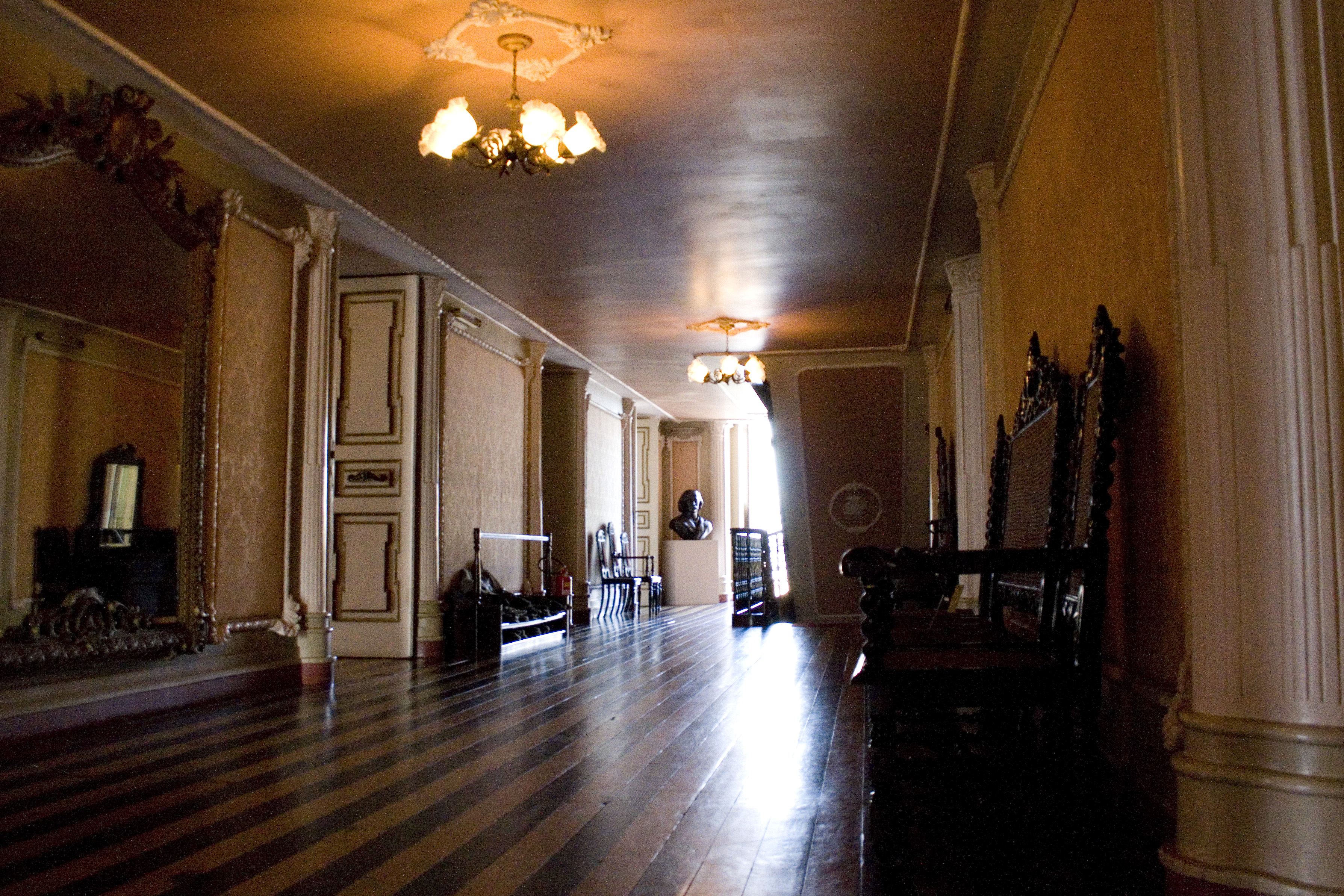
Museu do Teatro Amazonas.

O Museu do Teatro Amazonas foi criado em 1971, sob a coordenação do compositor e cantor Pedro Amorim. O Museu tem o objetivo de mostrar as peças mais raras e equipamentos utilizados pelo Teatro Amazonas em épocas longínquas.
Podem ser encontrados no local objetos de uso pessoal de artistas, como as sapatilhas dos bailarinos Margot Fonteyn, Marcelo Mourão Gomes, Ana Laguna e Mikhail Baryshnikov. Vasos de porcelana, jarros ingleses, escarradeiras holandesas em porcelana, lâmpadas de 1896 e programas de espetáculos do final do século XIX fazem parte do acervo histórico e artístico conservado ao longo dos mais de 120 anos do Teatro.
A visitação é organizada conforme os mais modernos padrões, com guias bilíngues, valorizando e diversificando a programação do tour. 
A mais importante casa de espetáculos do Amazonas tem, ainda, um museu com peças que ajudam a contar sua história, como as maquetes de óperas do compositor alemão Richard Wagner, concebidas pelo designer e cenógrafo inglês Ashley Martin-Davis, para as montagens do ciclo do “Anel do Nibelungo” em diferentes edições do Festival Amazonas de Ópera (FAO). São oito obras que estão expostas no segundo pavimento.
O bailarino amazonense Marcelo Mourão Gomes tem um espaço especial no museu, onde estão expostas, entre muitos outros itens, as sapatilhas com as quais se apresentou pela primeira vez no TA, em 1999, com o espetáculo “Marcelo Mourão dança na floresta”. A bailarina inglesa Margot Fonteyn, que esteve no Teatro Amazonas em 1975, com o Royal Ballet, também tem espaço dedicado no museu.

## Cultura popular

Teatro Amazonas e o Monumento à Abertura dos Portos retratados no episódio "You Don't Have to Live Like a Referee", da série animada Os Simpsons.

- O Teatro Amazonas foi inserido no samba-enredo "Amazonas, o Eldorado é Aqui" da escola de samba carioca Grande Rio, em 2006.[23]
- O Teatro Amazonas foi destaque em 2014 no episódio "You Don't Have to Live Like a Referee", o décimo sexto episódio da vigésima quinta temporada da série animada americana Os Simpsons. Na cena, aparece uma espécie de cartão-postal mostrando o Teatro Amazonas e o Monumento à Abertura dos Portos.[24]
- O Manaus Futebol Clube faz menção ao Teatro Amazonas em seu hino "O Teatro Amazonas rebrilha com a luz da chama do esplendor".[25] Também usou a cúpula do teatro para produzir o próprio escudo do clube.[26]
- O Teatro Amazonas é cenário natural para os telejornais Bom Dia Amazônia e Jornal do Amazonas, ambos da Rede Amazônica.[27]
- Seu Salão Nobre foi cenário de uma das cenas do filme de Werner Herzog,[28] Fitzcarraldo de 1982, onde na cena, os atores Grande Otelo, José Lewgoy e Klaus Kinski vão para a inauguração do teatro.
- No romance policial português “Longe de Manaus”,[29] o Teatro Amazonas é algumas vezes citado; tal qual nas obras literárias de Eva Ibbotson, “Journey to the River Sea”[30] e “A Company of Swans”;
- Na minissérie da teledramaturgia brasileira “Amazônia, de Galvez a Chico Mendes” de 2007, o teatro serviu como plano de fundo na primeira parte da minissérie para o cenário de Manaus do século XIX.
- Na ópera ianque-mexicana “Florencia en el Amazonas”,[31][32][33] de Daniel Catán,[34] o Teatro Amazonas também é plano de fundo para cenário da ópera, sendo citado algumas vezes durante a encenação.
- Na animação hollywoodiana “Rio 2”,[35] dirigido por Carlos Saldanha, o teatro aparece na cena dos personagens principais ao “adentrarem na selva amazônica”.
- É comum o Teatro Amazonas aparecer em artesanatos, miniaturas, pinturas, capas de mídia impressa, cartões-postais, entre outras obras de arte do imaginário popular.[36][37]